# Malignant Tumour

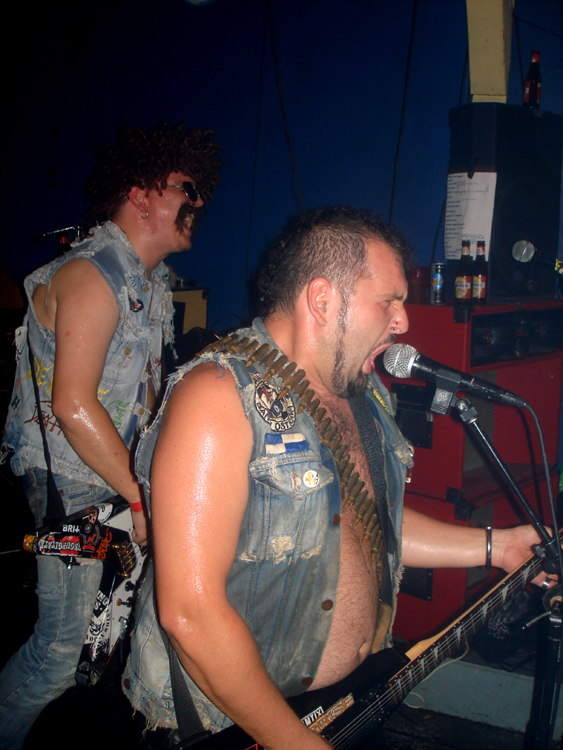
Live im Bar & Boos (2007)

Malignant Tumour ist eine tschechische Band aus Ostrava. Als Grindcore-Band gegründet, wandelte sich ihr Stil im Laufe der Bandgeschichte hin zum Crust Punk.

## Geschichte
Gegründet wurde die Gruppe 1991, einziges heute noch aktives Gründungsmitglied ist Sänger und Gitarrist Bilos. Nach zahlreichen Besetzungswechseln wandte sich die Gruppe in den 2000er Jahren musikalisch vom Grindcore hin zu Crust Punk. Dabei adaptieren sie sowohl in den Texten als auch in der Musik Elemente der britischen Metalband Motörhead. Im Jahr 2010 gewann die Gruppe mit ihrem Album Earthshaker den Musikpreis Anděl, die tschechische Ausgabe der Grammy Awards, in der Kategorie Hard & heavy. Das nächste Studioalbum Overdose & Overdrive erschien im April 2013 bei War Anthem Records, gefolgt von bislang zwei weiteren Alben bei verschiedenen Plattenlabels.

## Diskografie
Studioalben
- 2003: Dawn of a New Age (Insanesociety)
- 2005: Burninhell (Insanesociety)
- 2008: In Full Swing (Insanesociety)
- 2010: Earthshaker (Metal Age Productions)
- 2013: Overdose & Overdrive (War Anthem Records)
- 2016: The Metallist (Unrest Records)
- 2024: Maximum Rock´n´Roll (PHR)

Kompilationen
- 2002: Demos/Singles Collection ’94 – ’98 (Extremist Records)
- 2010: ...And Some Sick Parts Rotting Out There (Selfmadegod Records)

Singles und EPs
- 1999: Equality (Uxicon Records)
- 2008: We Are the Metal (Insanesociety)

Splits
- 1995: Live (mit Blood)
- 1995: Malignus Morbus (mit Decomposed)
- 1996: Forensic Clinicism - The Sanguine Article (mit Immured)
- 1996: Sick Sinus Syndrome (mit Mastic Scum)
- 1996: Swarming of Virulency (mit Ingrowing)
- 1996: Hungry Urinary Urn (mit NCC, C.S.S.O. und Cum)
- 1997: Eat the Flesh ... and Vomica (mit Squash Bowels)
- 1997: Pathology (mit Gride)
- 1997: Pathological Fracture (mit Neuropathia)
- 1997: Nature Warning/Human Extinction (mit Cerebral Turbulency und Gride)
- 1997: Rock Stars - Money Wars (mit Dead Infection)
- 1998: Is This the Earth's Last Century? (mit Alienation Mental)
- 1998: Bad Core (mit Hypo-Christians)
- 1998: mit Blood Suckers
- 1998: Murder for You to Eat (mit Vomito)
- 2000: Corporations Dominate to Earth (mit Agathocles, Abortion und Din-Addict)
- 2000: ...And Man Made the End (mit Agathocles)
- 2000: Get to Attack (mit Unholy Grave)
- 2002: Oegstgeest Grindcore (mit Intumescence)
- 2002: Live (mit Compulsore Cut)
- 2003: Grinding Party (mit Pulmonary Fibrosis)
- 2003: Tortured to Death (mit C.S.S.O.)
- 2003: In Oil We Trust (mit Critical Madness, Szargyerek und Anubis)
- 2004: Hammer and Anvil (mit Lycanthropy)
- 2006: R'n'R Engine (mit Gurkha)
- 2014: Nación de Metaleros (mit Acidez)

Demos
- 1993: Cadaveric Incubator of Endo-Parasites
- 1994: Symphonies for Pathologist
- 1995: Analyse of Pathological Conceptions
- 1996: Crush Syndrome / Surgical Problems
- 1997: Killing for Profit
- 1998: ...From Grind Gore to Mince-Core

Videos
- 2005: Clearance of Century
- 2006: Saddam Hussein is Rock ’n’ Roll
- 2008: Dressed to Kill
- 2008: We Are the Metal
- 2010: Earthshaker
- 2013: Overdose & Overdrive
- 2014: At Full Throttle
- 2016: Walk as We talk
- 2024: Maximum Rock´n´Roll